# Dokos
Dokos (in greco Δοκός?) è una piccola isola della Grecia situata fra le isole di Idra e di Spetses nell'arcipelago Argo-Saronico. A livello amministrativo il territorio insulare fa parte del comune di Idra, situato sull'omonima isola. Dokos si eleva per 308 metri sopra il livello del mare ed appare come un'isola rocciosa e poco fertile a causa della scarsità di riserve idriche d'acqua dolce. Nel 2011 contava solamente 18 abitanti, tra cui una piccola comunità di monaci ortodossi. L'economia dell'isola si basa essenzialmente su agricoltura, pesca e pastorizia.

## Storia
I primi insediamenti dell'isola di Dokos, chiamata anticamente Aperopia, risalgono al V millennio a.C., nel neolitico. Nel III millennio a.C. vi fu un importante incremento della popolazione in seguito all'evoluzione delle tecniche di navigazione. Per via della sua posizione geografica l'isola veniva considerata nell'antichità un punto strategico di controllo sui traffici navali della Laconia e del golfo Argolico. Nel 1821, durante la guerra d'indipendenza greca, la flotta navale di Idra utilizzò l'isola di Dokos come porto sicuro per l'inverno. Nel 1923, sul punto più a ovest dell'isola, venne edificato un faro alto 9 m e con altezza focale di 23 m. Il faro alterna ogni 12 secondi un flash di luce bianca ed un flash di luce rossa, rispettivamente visibili alle distanze di 9,7 km e 6,5 km.

## Il relitto di Dokos
L'isola è nota per il ritrovamento di un relitto risalente al periodo elladico. La scoperta fu fatta da Peter Throckmorton, ricercatore che il 23 agosto 1975 rinvenne sul fondale marino limitrofo all'isola, a circa 15-30 metri di profondità, diversi vasi in ceramica, resti di un naufragio avvenuto del 2200 a.C. Stando alla datazione, quello di Dokos sarebbe il più antico relitto navale mai rinvenuto.